# Unsuccessful Somersault
Unsuccessful Somersault is een Amerikaanse film uit 1894. De film werd gemaakt door Thomas Edison en toont hoe een kind een mislukte salto uitvoert.